# Гаплогруппа J2a (Y-ДНК)
Гаплогруппа J2a или J-M410 — гаплогруппа Y-хромосомы человека.

## Субклады
- J-M410 (J2a)
  - J-PF4610 (J2a1)
    -  J-L26 (J2a1a)

  - J-PF5008 (J2a2~)
    -  J-L581 (J2a2a)

## Палеогенетика

### Мезолит
Триалетская мезолитическая культура
- I1293 | HotuIIIb __ Hotu cave[англ.] __ Бехшехр, Мазендеран, Иран __ 9100–8600 BCE __ М __ J > J2a-CTS1085 # HV2.[1]

### Неолит
Балканский неолит (sopot culture)
- I4185 | ALE4a __ Alsónyék-Elkerülő 2. site (feature 220A) __ Тольна (медье), Южная Трансданубия, Венгрия __ 5016-4838 calBCE (6032±32 BP, MAMS-14814) __ M __ F > J2a # T2c1.[2]

### Бронзовый век
Сапалинская культура
- I4899 | UZ-BST-014 __ Bustan (site 5, grave 11) __ Шерабадский район, Сурхандарьинская область, Узбекистан __ 1600–1300 BCE (3400 BP) __ М __ J-M410 # HV.[3]

Дольменная культура
- I2051 | MG13 __ Marchenkova Gora (dolmen 13) __ Дивноморский сельский округ, Геленджик (городской округ), Краснодарский край, Россия __ 1410-1210 calBCE (3045±80 BP, Le-7053) __ М __ J-M410 # H6a1a2a.[4]

### Средние века
Салтово-маяцкая культура
- A80411 __ Подгоровский могильник (кат. 10) __ Вейделевский район, Белгородская область, Россия __ VIII–IX вв. __ М __ J2a (M410+).[5]

Монгольская империя
- KHO001 | AT-354 __ Khoit Tsenkher (Tarvagatain Am) __ Ховд (аймак), Монголия __ 1158-1252 calCE (848±23 BP, MAMS-41119) __ М __ J (J-CTS10446; J-M304) > J2a # D4.[6]

## Публикации
2016
- Singh S, Singh A, Rajkumar R; et al. (Январь 2016). Dissecting the influence of Neolithic demic diffusion on Indian Y-chromosome pool through J2-M172 haplogroup. Scientific Reports. 6. doi:10.1038/srep19157. PMC 4709632. PMID 26754573. {{cite journal}}: Явное указание et al. в: |author= (справка)Википедия:Обслуживание CS1 (множественные имена: authors list) (ссылка)
- Lazaridis I, Nadel D, Rollefson G; et al. (Август 2016). Genomic insights into the origin of farming in the ancient Near East. Nature. 536 (7617): 419–424. doi:10.1038/nature19310. PMC 5003663. PMID 27459054. {{cite journal}}: Явное указание et al. в: |author= (справка)Википедия:Обслуживание CS1 (множественные имена: authors list) (ссылка)

2017
- Lipson M, Szécsényi-Nagy A, Mallick S; et al. (Ноябрь 2017). Parallel palaeogenomic transects reveal complex genetic history of early European farmers. Nature. 551 (7680): 368–372. doi:10.1038/nature24476. PMC 5973800. PMID 29144465. {{cite journal}}: Явное указание et al. в: |author= (справка)Википедия:Обслуживание CS1 (множественные имена: authors list) (ссылка)

2018
- Афанасьев Г. Е., Коробов Д. С. Северокавказские аланы по данным палеогенетики // Этногенез и этническая история народов Кавказа. — Грозный, 2018. — С. 180—191. — ISBN 978-5-4314-0346-0.

2019
- Wang CC, Reinhold S, Kalmykov A; et al. (Февраль 2019). Ancient human genome-wide data from a 3000-year interval in the Caucasus corresponds with eco-geographic regions. Nature Communications. 10 (1). doi:10.1038/s41467-018-08220-8. PMC 6360191. PMID 30713341. {{cite journal}}: Явное указание et al. в: |author= (справка)Википедия:Обслуживание CS1 (множественные имена: authors list) (ссылка)
- Narasimhan V., Patterson N., Moorjani P; et al. (Сентябрь 2019). The formation of human populations in South and Central Asia. Science. 365 (6457). doi:10.1126/science.aat7487. PMC 6822619. PMID 31488661. {{cite journal}}: Явное указание et al. в: |author= (справка)Википедия:Обслуживание CS1 (множественные имена: authors list) (ссылка)

2020
- Skourtanioti E, Erdal YS, Frangipane M; et al. (Май 2020). Genomic History of Neolithic to Bronze Age Anatolia, Northern Levant, and Southern Caucasus. Cell. 181 (5): 1158-1175.e28. doi:10.1016/j.cell.2020.04.044. PMID 32470401. {{cite journal}}: Явное указание et al. в: |author= (справка)Википедия:Обслуживание CS1 (множественные имена: authors list) (ссылка)
- Jeong C, Wang K, Wilkin S; et al. (Ноябрь 2020). A Dynamic 6,000-Year Genetic History of Eurasia's Eastern Steppe. Cell. 183 (4): 890-904.e29. doi:10.1016/j.cell.2020.10.015. PMC 7664836. PMID 33157037. {{cite journal}}: Явное указание et al. в: |author= (справка)Википедия:Обслуживание CS1 (множественные имена: authors list) (ссылка)